# Claire Feuerstein
Claire Feuerstein (Grenoble, 28 februari 1986) is een voormalig professioneel tennisspeelster uit Frankrijk. Zij speelt linkshandig en heeft een enkelhandige backhand. Zij was actief in het proftennis van 2005 tot 2017.

## Loopbaan
Op zestienjarige leeftijd (2002) debuteerde zij in de professionele competitie, op een Frans ITF-toernooi in Les Contamines. In 2009 stond zij voor de enige keer in een WTA-finale, op het toernooi van Straatsburg, samen met landgenote Stéphanie Foretz – zij verloren van Nathalie Dechy en Mara Santangelo. De week erna speelde zij op Roland Garros omdat zij een wildcard ontving voor het enkelspeltoernooi – in de eerste ronde werd zij uitgeschakeld door Svetlana Koeznetsova.
Op het ITF-circuit won Feuerstein elf titels in het enkelspel en twee in het dubbelspel. Haar hoogste positie op de WTA-ranglijst is de 110e plek in het enkelspel, die zij bereikte in augustus 2014.

## Posities op deWTA-ranglijst
Positie per einde seizoen:
| jaar | rang enkelspel | rang dubbelspel |
| ---- | -------------- | --------------- |
| 2004 | 854            | –               |
| 2005 | 415            | 958             |
| 2006 | 606            | –               |
| 2007 | 346            | –               |
| 2008 | 343            | 599             |
| 2009 | 190            | 193             |
| 2010 | 264            | 172             |
| 2011 | 170            | 390             |
| 2012 | 131            | 454             |
| 2013 | 128            | 429             |
| 2014 | 168            | 1046            |
| 2015 | 705            | –               |
| 2016 | 335            | 1119            |

## Resultaten grandslamtoernooien
| Legenda | Legenda                          |
| ------- | -------------------------------- |
| g.t.    | geen toernooi gehouden           |
| l.c.    | lagere categorie                 |
| –       | niet deelgenomen                 |
| G       | uitgeschakeld in de groepsfase   |
| 1R      | uitgeschakeld in de eerste ronde |
| 2R      | uitgeschakeld in de tweede ronde |
| 3R      | uitgeschakeld in de derde ronde  |
| 4R      | uitgeschakeld in de vierde ronde |
| KF      | uitgeschakeld in de kwartfinale  |
| HF      | uitgeschakeld in de halve finale |
| F       | de finale verloren               |
| W       | het toernooi gewonnen            |
| w-v     | winst/verlies-balans             |

### Enkelspel
| toernooi        | 2009 | 2010 |    | 2012 | 2013 | 2014 |
| --------------- | ---- | ---- | -- | ---- | ---- | ---- |
| Australian Open | –    | –    | –  | –    | –    |      |
| Roland Garros   | 1R   | 1R   | 2R | 1R   | 2R   |      |
| Wimbledon       | –    | –    | –  | –    | –    |      |
| US Open         | –    | –    | –  | –    | –    |      |

### Vrouwendubbelspel
| Australian Open | –  | –  | –  | –  | –  |
| Roland Garros   | 1R | 1R | 1R | 1R | 1R |
| Wimbledon       | –  | –  | –  | –  | –  |
| US Open         | –  | –  | –  | –  | –  |

## Palmares
| Legenda                 |
| ----------------------- |
| Grandslamtoernooi       |
| Olympische Spelen       |
| Year-End Championships  |
| Premier Mandatory       |
| Premier Five / WTA 1000 |
| Premier / WTA 500       |
| International / WTA 250 |
| Challenger / WTA 125    |

### WTA-finaleplaatsen enkelspel
geen

### WTA-finaleplaatsen vrouwendubbelspel
| nr.              | finale     | toernooi        | ondergrond | partner          | tegenstandsters                | score    |         |
| ---------------- | ---------- | --------------- | ---------- | ---------------- | ------------------------------ | -------- | ------- |
| gewonnen finales |            |                 |            |                  |                                |          |         |
| geen             |            |                 |            |                  |                                |          |         |
| verloren finales |            |                 |            |                  |                                |          |         |
| 1.               | 2009-05-23 | WTA Straatsburg | gravel     | Stéphanie Foretz | Nathalie Dechy Mara Santangelo | 0-6, 1-6 | details |

### Gewonnen ITF-toernooien enkelspel
| nr. | finale     | toernooi          | dotatie | ondergrond    | tegenstandster in finale | score         |
| --- | ---------- | ----------------- | ------- | ------------- | ------------------------ | ------------- |
| 1.  | 2007-04-08 | Bath              | $10.000 | hardcourt (i) | Kateřina Vaňková         | 6-3, 6-3      |
| 2.  | 2007-04-15 | Torhout           | $10.000 | hardcourt (i) | Yanina Wickmayer         | 6-4, 6-4      |
| 3.  | 2008-01-27 | Grenoble          | $10.000 | hardcourt (i) | Anne-Laure Heitz         | 6-3, 4-6, 6-4 |
| 4.  | 2009-10-11 | Limoges           | $25.000 | hardcourt (i) | Anaïs Laurendon          | 6-0, 5-7, 6-3 |
| 5.  | 2009-12-06 | Přerov            | $25.000 | hardcourt (i) | Ksenia Lykina            | 6-7, 6-3, 6-4 |
| 6.  | 2011-07-24 | Les Contamines    | $25.000 | hardcourt     | Anaïs Laurendon          | 7-6, 2-6, 7-6 |
| 7.  | 2011-10-23 | Glasgow           | $25.000 | hardcourt (i) | Yvonne Meusburger        | 6-3, 6-1      |
| 8.  | 2012-10-21 | Limoges           | $50.000 | hardcourt (i) | Maryna Zanevska          | 7-5, 6-3      |
| 9.  | 2013-09-08 | Mestre            | $50.000 | gravel        | Nastja Kolar             | 6-1, 7-6      |
| 10. | 2014-03-29 | Croissy-Beaubourg | $50.000 | hardcourt (i) | Renata Voráčová          | 6-2, 4-6, 6-4 |
| 11. | 2016-03-06 | Mâcon             | $10.000 | hardcourt (i) | Vesna Dolonts            | 6-2, 4-6, 6-4 |

### Gewonnen ITF-toernooien dubbelspel
| nr. | finale     | toernooi      | dotatie | ondergrond    | partner          | tegenstandsters in finale                      | score    |
| --- | ---------- | ------------- | ------- | ------------- | ---------------- | ---------------------------------------------- | -------- |
| 1.  | 2009-10-25 | Saint-Raphaël | $50.000 | hardcourt (i) | Stéphanie Foretz | Margalita Tsjachnasjvili Silvia Soler Espinosa | 7-6, 7-5 |
| 2.  | 2010-05-16 | Saint-Gaudens | $50.000 | gravel        | Stéphanie Foretz | Olha Savtsjoek Anastasija Jakimava             | 6-2, 6-4 |